# Fernaldia pandurata
Fernaldia pandurata là một loài thực vật có hoa trong họ La bố ma. Loài này được (A.DC.) Woodson mô tả khoa học đầu tiên năm 1932.

## Hình ảnh

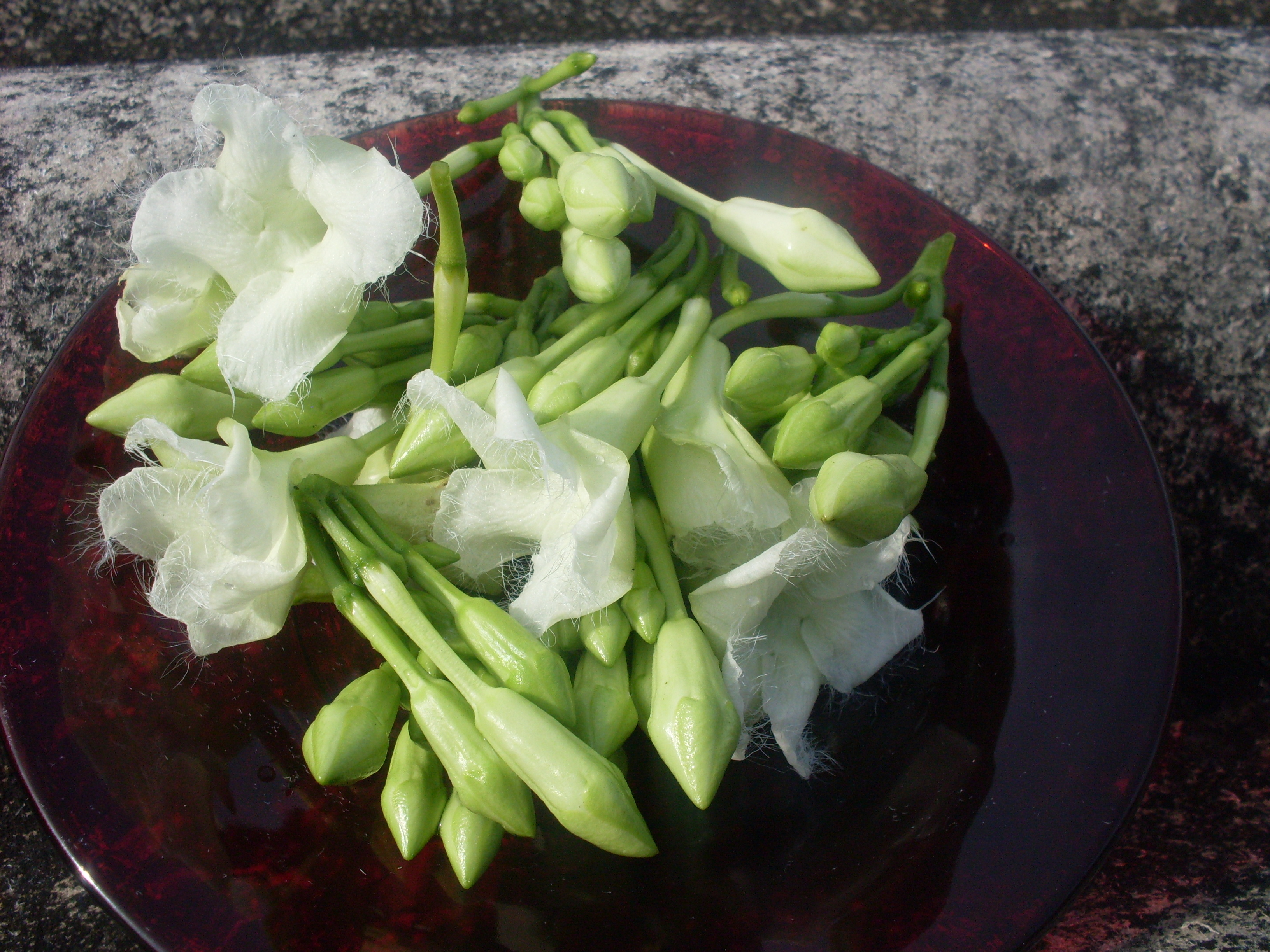
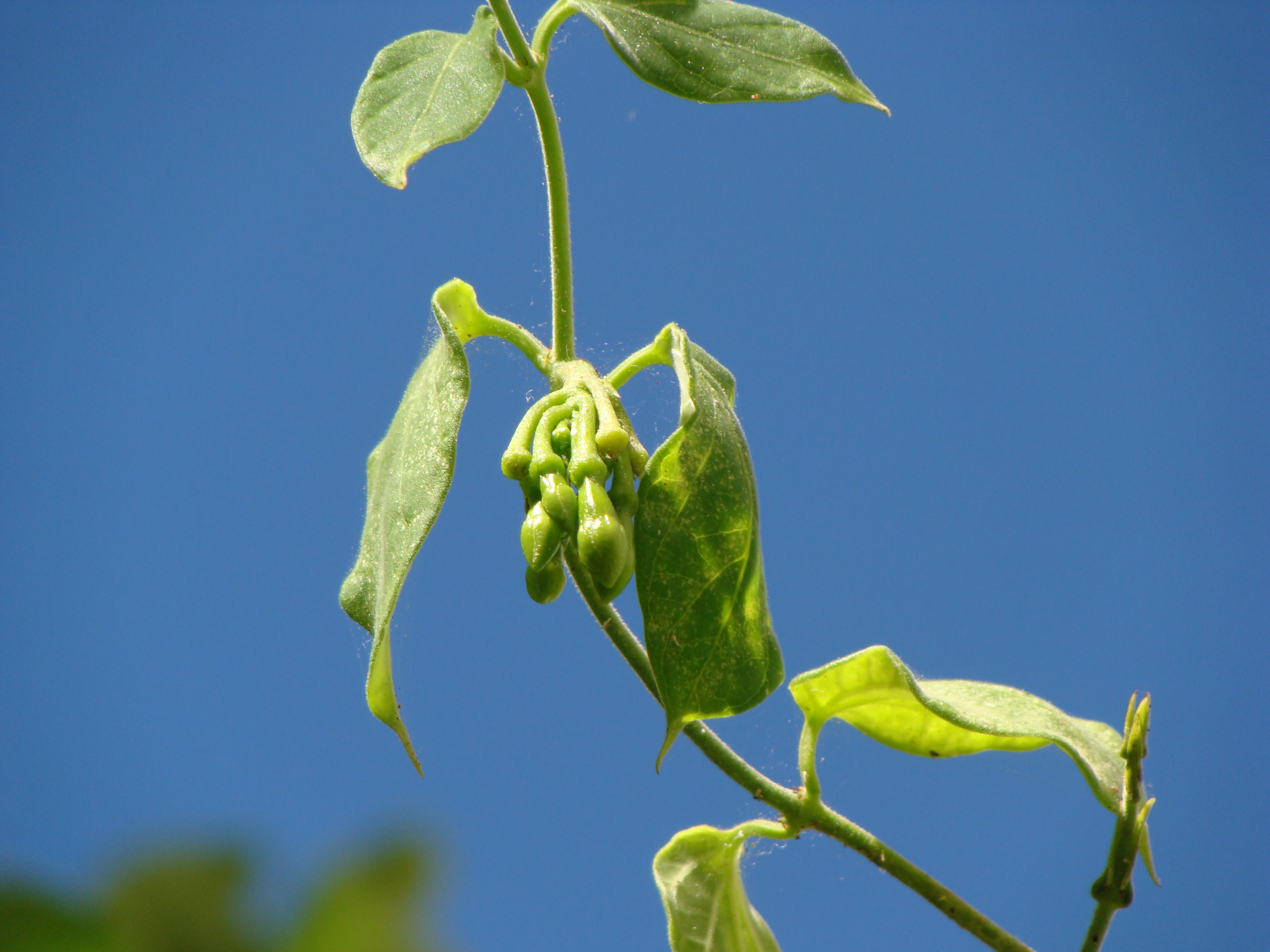
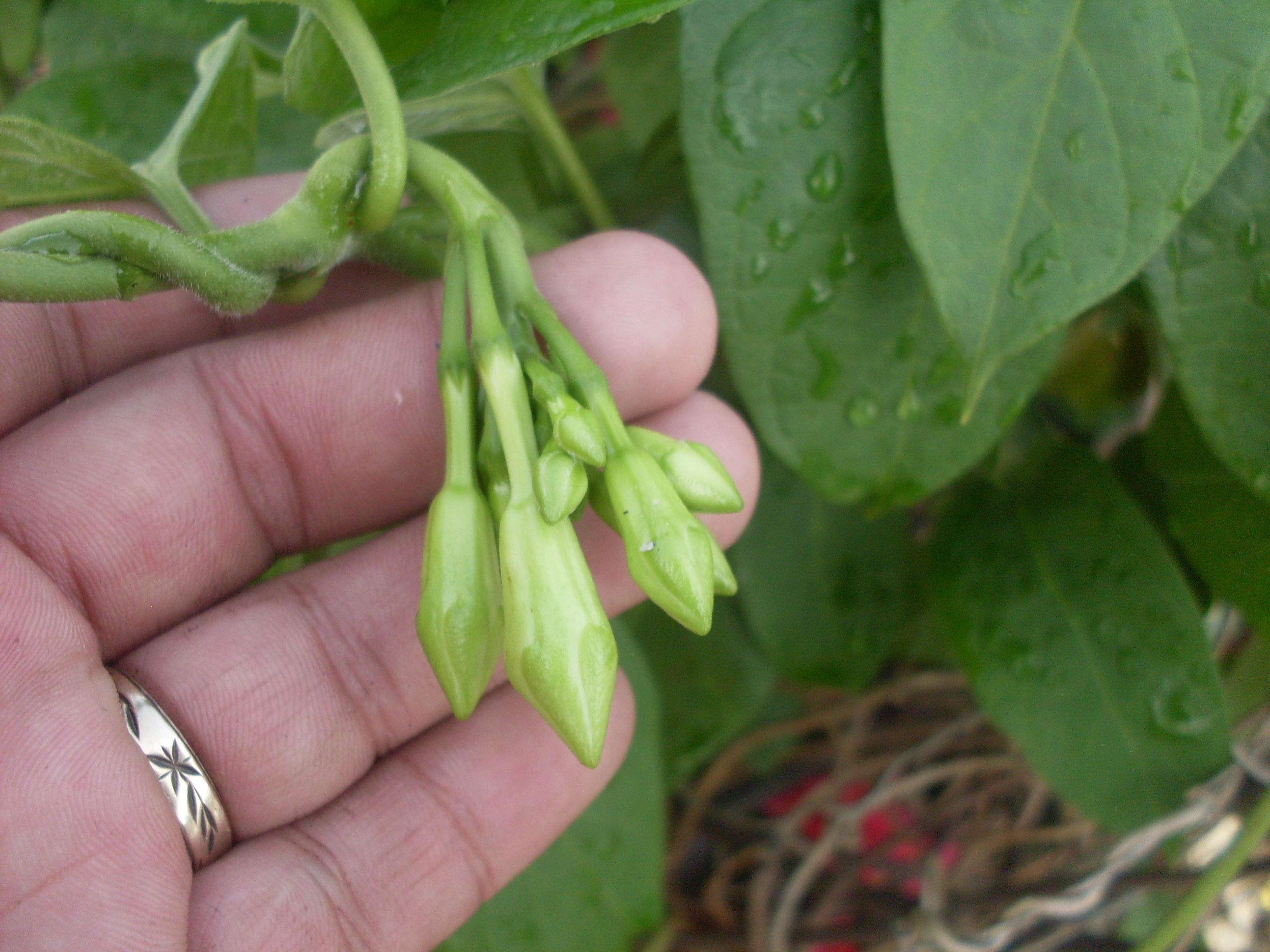
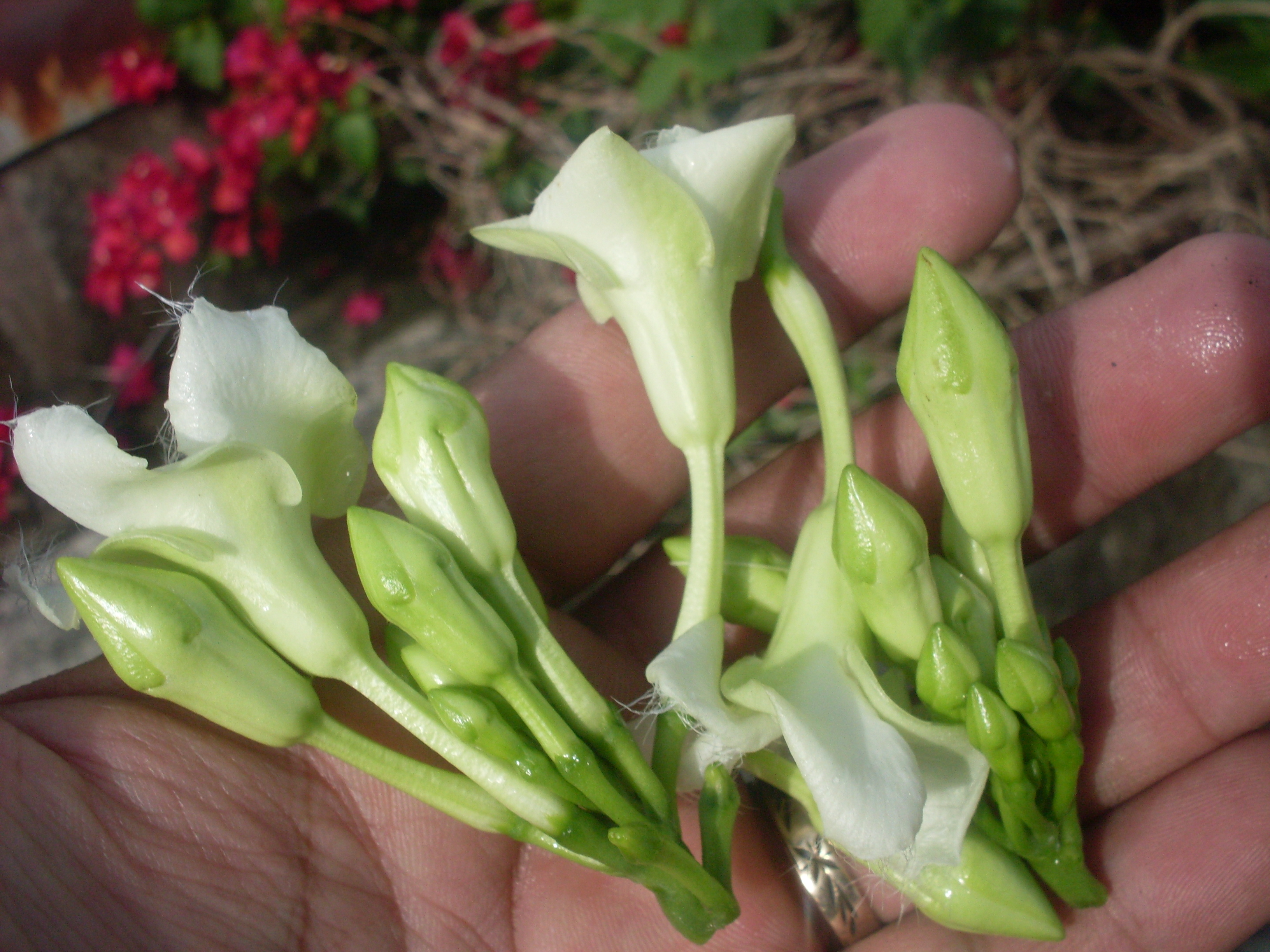